# Пустервальд
Пустервальд (нім. Pusterwald) — громада  (нім. Gemeinde)  в Австрії, у федеральній землі  Нижня Австрія.
Входить до складу округу Мурталь. Населення становить 474 особи (станом на 31 грудня 2015 року). Займає площу 105 км². Перша згадка поселення — 1318, але долина Freytal згадувалася у 1294. 